# Bohumila Grögerová
Bohumila Grögerová (Praga, 7 de agosto de 1921-Praga, 22 de agosto de 2014) fue una poeta experimental y traductora checa y checoslovaca.

## Biografía
Comenzó sus estudios de checo y ruso en la Universidad Carolina pero los abandonó antes de terminar. A lo largo de su vida, Bohumila Grögerová, en colaboración con su compañero el poeta Josef Hiršal (1920-2003), escribió poemas, obras radiofónicas y libros para jóvenes. Fue periodista política en revistas extranjeras. Tradujo al checo del alemán, inglés y francés. Entre los escritores a los que tradujo se encuentran Aimé Césaire, Eugène Ionesco, Saint-John Perse, Edgar Allan Poe, Christian Morgenstern, Max Bense, Ernst Jandl y Friederike Mayröcker. Entre 1972 y 1980 fue editora de la Oficina Central de Investigaciones Científicas, Técnicas y Económicas de Praga.
En 1986, junto a su compañero, Josef Hiršal, ganó el premio Tom Stoppard; en 2009, su libro Rukopis recibió el premio Magnesia Litera a la colección de poemas del año y el mismo año el capítulo checo de PEN Internacional también la honró con el premio a toda una vida.